# Медаль «За доблестный труд» (Татарстан)
Медаль «За доблестный труд» (тат. «Фидакарь хезмәт өчен» медале) — государственная награда Республики Татарстан, учреждённая 24 марта 2004 года и вручаемая раисом Республики Татарстан.

## История
Медаль «За доблестный труд» учреждена Законом Республики Татарстан от 24 марта 2004 года, принятым Государственным советом Республики Татарстан за подписью президента Республики Татарстан М. Ш. Шаймиева. Внешний вид медали был установлен указом президента от 16 июня 2004 года, с поправками от 25 ноября того же года. Первые награждения медалью были приурочены к 60-летию Победы в Великой Отечественной войне, её кавалерами стали восемь человек из числа представителей республиканских ветеранских организаций — Ильдус Мостюков, Надежда Тимашова, Василий Картышов, Вагиз Малихов, Тимирбай Нигматуллин, Александр Осипов, Елисей Тимирясов, Ахат Юлашев. По состоянию на 2020 год, медалью награждено более 6 тысяч человек, она является наиболее часто вручаемой наградой.

## Статут
Медалью «За доблестный труд» награждаются граждане Российской Федерации, иностранные граждане и лица без гражданства «за высокие достижения в труде в области государственного, экономического, социального и культурного развития Республики Татарстан, в развитии экономического, научного и технического потенциала республики». Вместе с этим, в указах о награждениях встречаются следующие формулировки — «за многолетний плодотворный труд на благо республики и большой вклад в патриотическое воспитание подрастающего поколения», «за активную общественную деятельность». Вышестоящей наградой по отношению к медали является медаль ордена «За заслуги перед Республикой Татарстан», нижестоящей — медаль «За заслуги в развитии местного самоуправления в Республике Татарстан». Медаль носится на левой стороне груди, после орденов и медалей Российской Федерации и СССР, а также орденов Республики Татарстан и медали ордена «За заслуги перед Республикой Татарстан».
Награждение медалью, как и остальными государственными наградами Татарстана, производится указом раиса Республики Татарстан по решению соответствующей комиссии по государственным наградам, официальное сообщение о награждении публикуется в газете «Республика Татарстан». Вручение медали производится раисом или другими должностными лицами по его поручению на соответствующей торжественной церемонии. Награждение может быть произведено посмертно. В таком случае, а также по причине смерти награждённого до вручения, медаль передаётся его родственникам на память. Лицам, удостоенным медали, предоставляется ежемесячная денежная выплата в размере 200 рублей, субсидии в размере 50 процентов расходов по оплате жилья и коммунальных услуг, 100 процентов по оплате телефонной связи, радио, коллективной антенны, а также бесплатное зубо- и слухопротезирование.

## Описание

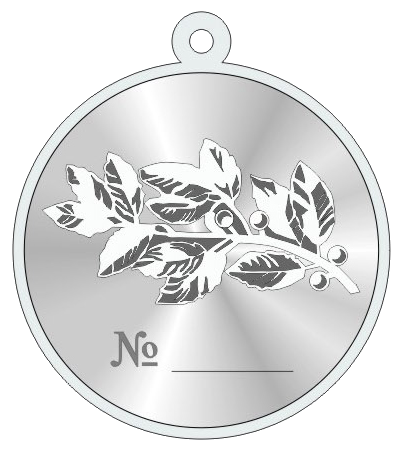
Реверс медали

Медаль «За доблестный труд» изготовлена из серебра 925-й пробы в форме круга диаметром 32 миллиметров. На аверсе медали в центре окаймлённого ободком круга размещены изображения нефтяной вышки, двух строительных кранов, архитектурной капители, автомашины «КамАЗ», раскрытой книги. Окружность медали представляет собой изображение шестерёнки, в нижней части помещён венок из перекрещённых колосьев, а в верхней — надпись на русском и татарском языках «ХЕЗМӘТКӘ ДАН — СЛАВА ТРУДУ». На аверсе медали имеется изображение лавровой ветви, под которым выбит номер. Все изображения и надписи являются рельефными. При помощи ушка и кольца медаль соединена с пятиугольной колодкой, обтянутой шёлковой муаровой лентой серо-зелено-бело-красно-серого цвета. Ширина ленты составляет 24 мм, ширина серых полос — по 8 мм каждая, ширина зелёной и красной полос — 3 мм, ширина белой полосы — 2 мм. До ноября 2004 года диаметр медали составлял 34 мм, на реверсе имелась надпись «ФИДАКАРЬ ХЕЗМӘТ ӨЧЕН», а лента медали была зелёно-бело-красного цвета в форме государственного флага Республики Татарстан.